# 江德宣
江德宣，江西省廣信府弋陽縣人，清朝政治人物、進士出身。
光緒十二年（1886年），参加光緒丙戌科殿試，登進士二甲87名。同年五月，著主事分部学习。